# Chaetozone corona
Chaetozone corona är en ringmaskart som beskrevs av Miles Joseph Berkeley 1941. Chaetozone corona ingår i släktet Chaetozone och familjen Cirratulidae. Inga underarter finns listade i Catalogue of Life.